# Herb Libanu
Herb Libanu jest nieco zmodyfikowaną wersją flagi tego kraju, umieszczoną na tarczy heraldycznej. Herb przedstawia tarczę w kolorach czerwono-biało-czerwonym, biegnących po skosie. Na tarczy tej, podobnie jak na fladze, znajduje się wizerunek cedru libańskiego (Cedrus libani var. libani) - drzewa, z którego tereny dzisiejszego Libanu słynęły już w czasach biblijnych. 
Symbolika kolorów flagi:
- kolor czerwony – symbolizuje poświęcenie w walce o niepodległość;
- kolor biały – symbolizuje czystość i pokój.